# 各務原市鵜沼西地区体育館
各務原市鵜沼西地区体育館（かかみがはらしうぬまにしちくたいいくかん）は、岐阜県各務原市にある各務原市が管理運営する体育館である。鵜沼西地区体育館とも称する。

## 概要
鵜沼西地区の住民を対象とする体育館である。1987年（昭和60年）3月20日に開館。
建物はRC造、延床面積は519.62m2。
使用する場合は、使用月の2カ月前から陵南福祉センターへ申し込む。

## 施設
- アリーナ（体育室） - 可能種目：バレーボール（1面）、バドミントン（2面）、卓球（4台）
- 多目的ルーム - 可能種目：ダンス、ヨガ、ミーティングなど
- 更衣室
- シャワー室
- 湯沸室

## 利用案内
- 休館日：年末年始（12月29日〜1月3日）
- 開館時間：9：00〜22：00
- 駐車場：17台

## アクセス
- 各務原市ふれあいバス東西線「各務野高校北」バス停下車、徒歩約2分。

## 周辺施設
- 岐阜県立岐阜各務野高等学校
- 各務原市立鵜沼第二小学校
- アピタ各務原店
- DCM各務原店
- 日本毛織岐阜工場